# Недригайлівська волость
Недригайлівська волость — адміністративно-територіальна одиниця Лебединського повіту Харківської губернії.
На 1862 рік до складу волості входили:
- заштатне місто Недригайлів;
- хутір Пушкарський.

Найбільше поселення волості станом на 1914 рік:
- передмістя Засулля — 1471 мешканець.

Старшиною волості був Коровинський Данило Деоміанович, волосним писарем — Клещенко Роман Степанович, головою волосного суду — Топорков Іван Іванович.